# Ажар (футбольный клуб)
Ажар — бывший  футбольный клуб из Кокшетау. Создан в 1992 году под названием «Зенит». В 1994 году объединяется с другим кокчетавским клубом в "Кокше".

## Прежние названия
- «Зенит» (1992)
- «Ажар» (1993)

## Статистика
| Год  | Лига        | Место | И  | В  | Н | П  | Мячи    | Кубок |
| ---- | ----------- | ----- | -- | -- | - | -- | ------- | ----- |
| 1992 | Группа Б    | 12    | 24 | 4  | 1 | 19 | 14 — 60 | 1/8   |
| 1992 | Места 15-24 | 23    | 18 | 2  | 2 | 14 | 12 — 61 | 1/8   |
| 1993 | Группа А    | 7     | 22 | 12 | 2 | 8  | 35 — 31 | 1/16  |
| 1993 | Места 13-25 | 19    | 24 | 11 | 6 | 7  | 49 — 30 | 1/16  |